# Забофлоксацин
Забофлоксацин (англ. Zabofloxacin) — синтетичний експериментальний антибіотик з групи фторхінолонів, який застосовується перорально. Забофлоксацин активний як щодо грам-позитивних бактерій, у тому чилі мультирезистентних, так і до грамнегативних бактерій. Як і інші препарати групи фтохінолонів, забофлоксацин діє бактерицидно, порушуючи синтез ДНК в бактеріальних клітинах, блокуючи 2 життєво важливих ферменти бактерій — ДНК-гіразу та топоізомеразу. Препарат розроблений у лабораторії південнокорейської компанії «Dong Wha Pharmaceuticals», та ліцензований компанією «Pacific Beach BioSciences». Згідно результатів клінічних досліджень ІІІ фази, забофлоксацин ефективний проти резистентних до інших фторхінолонів Neisseria gonorrhoeae і Streptococcus pneumoniae, та ефективний при застосуванні при пневмонії та хронічному обструктивному захворюванні легень, з рівнозначною ефективністю в порівнянні з левофлоксацином і моксифлоксацином.